# Битва на Асфельде

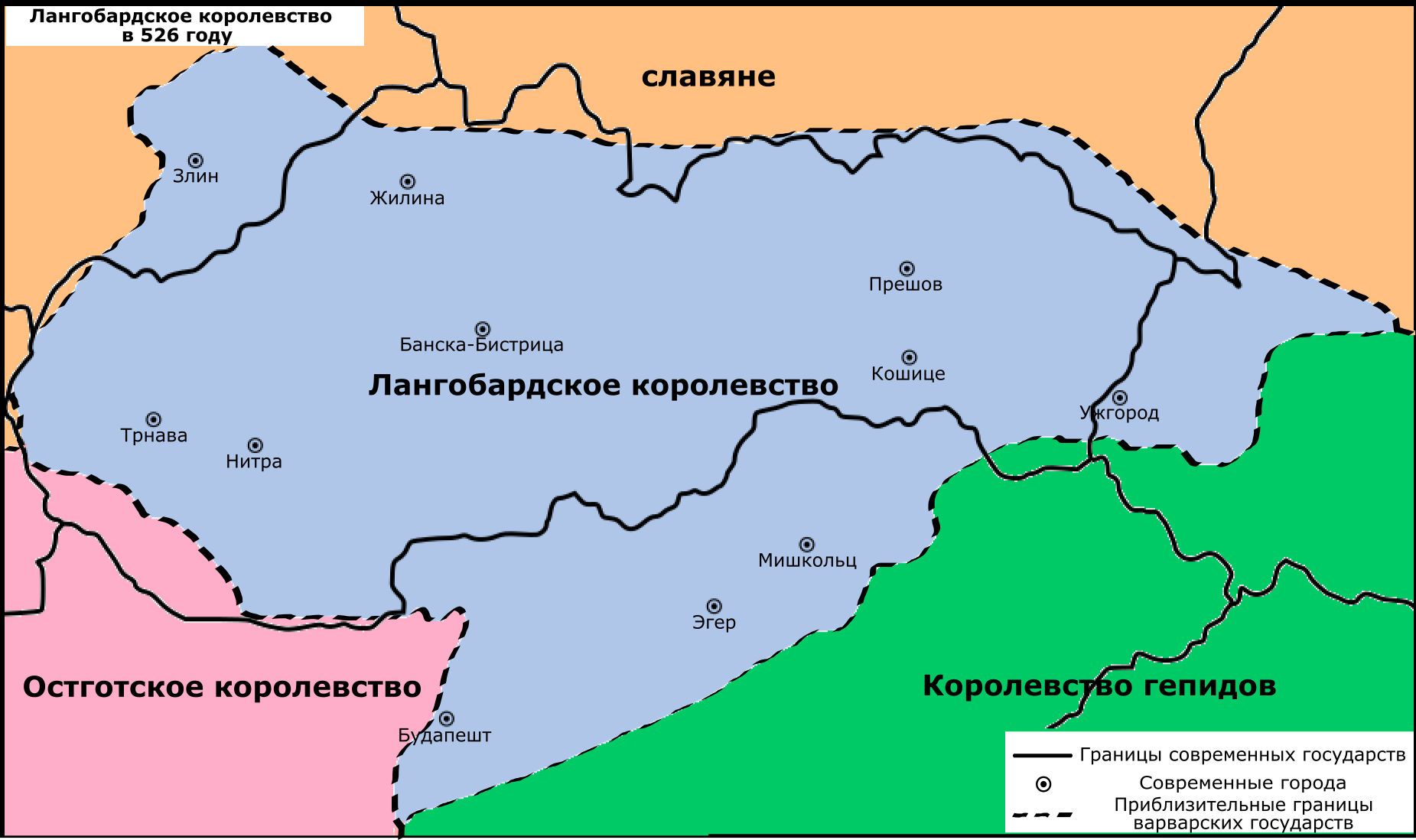
Лангобардское королевство в Паннонии

Королевство гепидов в 539—551 годах

Битва на Асфельде — состоявшаяся в первой половине 550-х годов (в 551, 552 или 554 году) на поле Асфельд битва, в которой войско лангобардов короля Аудоина и его союзников византийцев разгромило войско гепидов под командованием Торисмода. Один из основных эпизодов Лангобардско-гепидских войн, ведшихся этими народами за власть над Паннонией.

## Исторические источники
О битва на Асфельде и связанных с ней событиях упоминается в нескольких раннесредневековых исторических источниках: «Войне с готами» Прокопия Кесарийского, «О происхождении и деяниях гетов» и «Сокращении хроник» Иордана, «Происхождении народа лангобардов», трудах Павла Диакона «История лангобардов» и «Римская история», «Истории франков» Аймоина из Флёри и других.

## Предыстория
Начиная с переселения лангбардов в 546 или 547 года в Паннонию и Норик, этот народ конфликтовал с гепидами за контроль над этими территориями. Особенно сильно лангобардско-гепидские противоречия обострилось при королях Аудоине и Торисвинте. Поводом к начавшейся между 547 и 549 годами войне стал спор за город Сирмий, на который претендовали как лангобарды, так и гепиды. Этим же городом желал овладеть и император Юстиниан I, что привело к вмешательству в вооружённый конфликт и Византии.
Война между лангобардами и гепидами с перерывами продолжалась несколько лет. Всё это время византийцы поддерживали лангобардов, менее многочисленных, но более лояльных. За это лангобарды в качестве федератов служили в византийской армии: во время Готских войн в 552 году они участвовали в битве при Тагинах, а позднее в войне с Сасанидским Ираном.

## Битва
В первой половине 550-х годов лангобадское войско во главе с королём Аудоином и его сыном Альбоином снова вторглось в Гепидское королевство. В византийских источниках упоминается, что находившийся на византийской службе тюринг Амалафрид, в числе других византийских военачальников, был отправлен императором Юстинианом I с войском в помощь лангобардам. Однако из-за религиозных беспорядков в городе Ульпиана бо́льшая часть византийских воинов осталась в пределах империи, и только Амалафрид с небольшим отрядом прибыл к лангобардам. Позднее Аудоин жаловался Юстиниану I на то, что он послал в Италию значительно большее войско, чем император направил на помощь лангобардам.
Весной лангобарды и гепиды сошлись для битвы на поле Асфельд, находившемся в пограничной области двух народов. Здесь произошло кровопролитное сражение, победу в котором одержали лангобарды. По свидетельству средневековых авторов, в самый разгар битвы бывший ещё очень молодым человеком Альбоин в поединке собственноручно убил командовавшего гепидами Торисмода, сына короля Торисвинта. Павел Диакон писал, что Альбоин пронзил Торисмода, и, сбросив с коня, убил. По утверждению писавшего на рубеже X—XI веков Аймоина из Флёри, Альбоин поразил Торисмода ударом спаты в шею, от которого то сразу же скончался. Гибель Торисмода стала поворотным моментом битвы, так как видя гибель своего военачальника гепиды нарушили ряды и обратились в бегство, понеся при отступлении огромные потери. Иордан писал, что битва на поле Асфельд, в которой с обеих сторон погибло около 60 000 воинов, была одной из самых кровопролитных со времён Аттилы.

## Последствия
По свидетельству Павла Диакона, несмотря на выказанную в сражении на поле Асфельд отвагу, Альбоин не получил от короля Аудоина каких-либо поощрений. Чтобы ещё раз доказать отцу свою храбрость, Альбоин всего с сорока спутниками отправился ко двору Торисвинта. Благодаря законам гостеприимства, виновник гибели Торисмода не только не был убит, но и был одарен королём гепидов оружием своего погибшего сына. После возвращения Альбоин по настоянию восхищённых его смелостью лангобардских воинов был провозглашён соправителем отца. Современные историки считают, что этот рассказ Павла Диакона основан на какой-то лангобардской героической саге и имеет мало общего с происходившими после битвы событиями. Возможно, что Альбоин действительно был «сыном по оружию» короля Торисвинта, но стал им при других, неизвестных теперь обстоятельствах.
Вскоре после битвы на Асфельде при посредничестве императора Юстиниана I между королями Аудоином и Торисвинтом был заключён мир. Одним из его условий было устранение претендентов на лангобардский и гепидский престолы: гепиды убили находившегося у них Хильдигиса, сына короля Тато, а лангобарды — Устригота, сына короля Гелемунда.
Лангобардско-гепидские конфликты продолжались вплоть до 567 года, когда во время очередной войны королю Альбоину и его союзнику кагану аваров Баяну I удалось разгромить короля Кунимунда и полностью уничтожить Гепидское королевство в Паннонии.